# Алекси-Месхишвили, Шалва Владимирович
Шалва Владимирович Алекси-Месхишвили (груз. შალვა ვლადიმერის ძე ალექსი-მესხიშვილი, 26 апреля 1884 или 8 мая 1884, Телави, Тифлисская губерния — 18 июня 1960) — грузинский политик, министр в правительстве Демократической Республики Грузия (1918—1921).

## Биография
В 1902 году поступил в Императорский Новороссийский университет, однако уже в 1904 году был исключен за участие в революционном движении студентов.
В 1909 году окончил юридический факультет Императорского Харьковского университета. Занимался адвокатурой, жил в Тифлисе. Был одним из лидеров социал-федералистской партии Грузии. В 1917—1918 возглавлял Национальный совет, в 1918 году подписал Декларацию независимости Грузии. 1918—1919 — министр юстиции в правительстве Демократической Республики Грузия. 1919—1921 депутат Учредительного собрания (парламента) Грузии.
После 1921 года работал юристом, был членом Ассоциации адвокатов Грузии. В первой половине 1920-х годов был дважды арестован советскими властями.
Пережил годы Большого террора 1930-х годов. В годы Великой Отечественной войны выступил адвокатом аджарцев, обвиняемых властями в сотрудничестве с Турцией против Советского государства.
Сын — Владимир, архитектор.